# Latin American Herald Tribune
El Latin American Herald Tribune (el "Heraldo Tribuna de América Latina" en inglés) es un periódico digital en línea de noticias generales de Venezuela e Hispanoamérica con sede en Caracas, Venezuela. El periódico sirve a la comunidad anglófona con interés en noticias de Hispanoamérica desde una perspectiva venezolana.

## Historia
El periódico fue fundado el 17 de febrero de 1945 como The Caracas Journal por Jules Waldman.
La publicación se identifica como el sucesor del diario venezolano anglófono ya difunto, The Daily Journal. Russell M. Dallen Jr. es el presidente y el redactor jefe del periódico desde 2008.